# Schmidtiana heyrovskyi
Schmidtiana heyrovskyi är en skalbaggsart som först beskrevs av Cenek Podany 1968.  Schmidtiana heyrovskyi ingår i släktet Schmidtiana och familjen långhorningar. Inga underarter finns listade i Catalogue of Life.